# Tamás Dala
Tamás Dala (* 5. Juni 1968 in Tatabánya) ist ein früherer ungarischer Wasserballspieler.

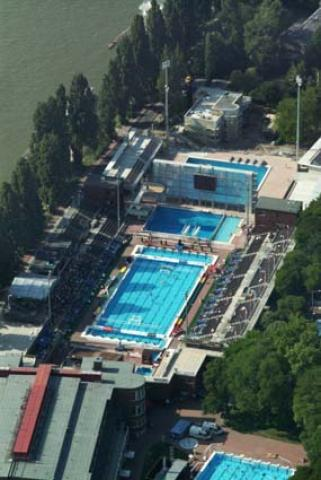
Schwimmstadion auf der Margareteninsel

Tamás Dala spielte für den ungarischen Spitzenverein Újpesti TE, mit dem er 1999 ungarischer Meister werden konnte. Mit dem ungarischen Nationalteam nahm er an den Olympischen Sommerspielen in Atlanta teil und wurde dort Vierter. Er kam in allen acht möglichen Spielen zum Einsatz und erzielte sechs Tore. Nach seiner aktiven Karriere wurde Dala Wassermeister des Schwimmstadions (Alfréd-Hajós-Schwimmkomplex) auf der Margareteninsel in Budapest und war in dieser Funktion beispielsweise für die Wasserqualität bei den Wettkämpfen der Schwimmeuropameisterschaften 2010.

## Belege
1. ↑  Herren-Wasserball in Ungarn

| Personendaten    | Personendaten                 |
| ---------------- | ----------------------------- |
| NAME             | Dala, Tamás                   |
| KURZBESCHREIBUNG | ungarischer Wasserballspieler |
| GEBURTSDATUM     | 5. Juni 1968                  |
| GEBURTSORT       | Tatabánya                     |